# Maîtres
Pour les articles homonymes, voir Maître.
Pour plus de détails, voir Fiche technique et Distribution.
Maîtres est un film documentaire français réalisé par Swen de Pauw et sorti en 2023.
Le film est une immersion dans un cabinet d'avocates spécialisées dans le droit des étrangers en France.

## Synopsis
Le quotidien de deux avocates dans leur cabinet à Strasbourg, leurs rendez-vous avec des étrangers qui viennent les consulter pour résoudre leurs problèmes de titre de séjour, de régularisation ou de mariage mixtes. Elle tentent de trouver des solutions, luttant contre le caractère parfois injuste de leur situation.

## Fiche technique
- Réalisation : Swen de Pauw
- Production : Seppia, Projectile (co-production)
- Distribution : Nour Films
- Genre : documentaire
- Durée : 97 minutes
- Date de sortie : 1er février 2023

## Production
Le film prend le point de vue de la bienveillance des avocates, face à des situations parfois difficiles, qui ne promettent pas à leurs clients qu'elles pourront résoudre à coup sur leurs problématiques judiciaires. Utilisant des plans fixes, la caméra sait se faire discrète; le film se déroule dans le huis-clos de leurs bureaux, et a nécessité un an de tournage et 90 jours de montage.

## Distinctions
Le film a été nommé au Festival international de cinéma de Marseille (FIDMarseille).